# Тацкова чесма
Тацкова чесма је једна од јавних чесми изграђених у Зајечару, налази се на малом уређеном тргу и једна је од омиљених чесама на којој се окупља омладина.
О подизању Тацкове чесме сведочи натпис на самој чесми: Ова чесма подигнута је 1935. год. под председником Гојком Ничићем, а под руководством инж. Јована Јовановића. Дубина 193 метра. Чесма је називе добила по угоститељским објектима који су се налазили у њеној непосредној близини (Тацкова кафана и хотел, Нешкова кафана). Почетком осамдесетих година 20. века драстично се смањила издашност чесме, па је тај проблем решен тако што је место самоизлива укопано приближно 1,5 метар у односу на коту терена.
За Тацкову чесму везана је урбана легенда да је крајем деведесетих година у њеном непосредном окружењу живело шесторо људи старијих од 100 година, а који су искључиво пили воду са ове чесме.